# Hishimonus viraktamathi
Hishimonus viraktamathi är en insektsart som beskrevs av Knight 1973. Hishimonus viraktamathi ingår i släktet Hishimonus och familjen dvärgstritar. Inga underarter finns listade i Catalogue of Life.